# Henri Charles Bekking
Henri Charles Bekking (* 24. Februar 1850 in Purworejo, Java, Niederländisch-Indien; † 7. August 1904 in Utrecht, Niederlande) war ein niederländischer Fotograf.

## Leben
Bekking, Sohn von Henri Charles Bekking (1818–1866) und dessen Frau Henriette Adriene Frederique Le Clercq (* 1822), besuchte – aus Den Haag kommend – von 1870 bis 1873 die Kunstakademie Düsseldorf. Dort war er Schüler der Elementarklasse von Andreas Müller und Heinrich Lauenstein. Im Schuljahr 1872/1873 wurde er „wegen andauernder Trägheit u. stetem Fehlen“ entlassen. Ab 1878 war er als Porträtfotograf in Delft (1878), Apeldoorn (1878), Den Helder (1878), Amsterdam (1879) und Amersfoort (1879/1880) tätig. An den vielen Orten, an denen er nach 1880 wohnte, war er nicht mehr als Fotograf eingeschrieben.